# Lena Headey
Lena Headey (/'li:nə 'hi:di/; ur. 3 października 1973 na Bermudach) – angielska aktorka.

## Życiorys

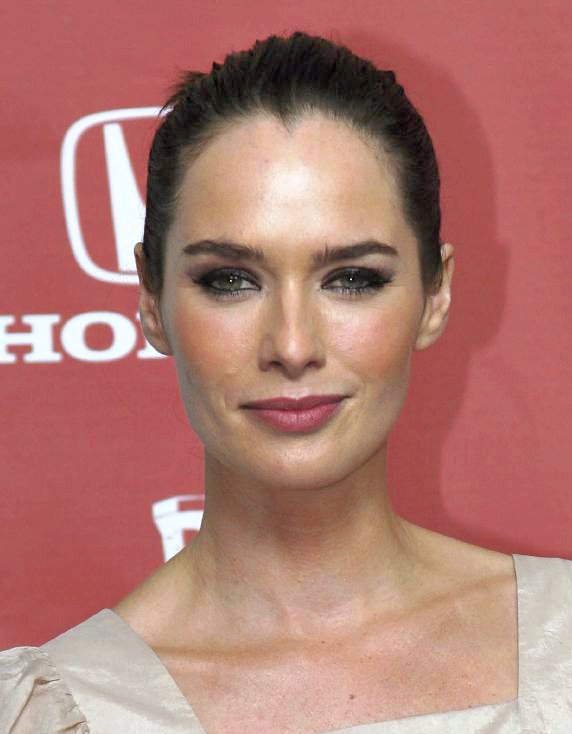
Headey na 2007 Scream Awards

Mając 5 lat przeprowadziła się do Huddersfield, miasta w hrabstwie West Yorkshire w Anglii, a pięć lat później do Londynu.
W wieku 17 lat razem z przyjaciółmi za szkoły wystąpiła w przedstawieniu – zwróciła wtedy uwagę agenta, który zaprosił ją na przesłuchanie. Przed kamerami zadebiutowała w roku 1992 w filmie Kraina wód. Następnie zagrała w filmie Okruchy dnia. Po roku dostała pierwszoplanową rolę w filmie Księga dżungli.
Potem kariera Headey zaczęła się dobrze rozwijać – aktorka wystąpiła w filmach takich jak Pani Dalloway, Twarz, Loved up, Oniegin, Plotka, Opętanie, Gra Ripleya, Nieustraszeni bracia Grimm (The Brothers Grimm, 2005), Gry weselne i Aktorzy. W roku 2007 zagrała w filmie Zacka Snydera 300 jako królowa Gorgo; zagrała tę rolę również w sequelu. W roku 2008 wystąpiła w filmie Czerwony baron i serialu Terminator: Kroniki Sary Connor.
Od roku 2011 grała w serialu Gra o tron królową Cersei Lannister. Za tę rolę otrzymała nominację do Złotego Globu oraz trzy nominacje do nagrody Emmy.

## Życie prywatne
10 maja 2007 wyszła za mąż za Petera Loughrana – rozwiedli się w roku 2013. Mają jedno dziecko, Wylie Elliot (ur. 31 marca 2010).
W 2018 roku wyszła za mąż za Dana Cadana. W 2015 roku urodziła córkę, Teddy Cadan.

## Filmografia
- 1992: Kraina wód (Waterland) jako Mary
- 1993: Century jako Miriam
- 1993: Okruchy dnia (The Remains of the Day) jako Lizzie
- 1994: Księga dżungli (Rudyard Kipling’s The Jungle Book) jako Katherine Kitty Brydon
- 1994: MacGyver: ku zagładzie świata (McGyver: Trail to Doomsday) jako Elise Moran
- 1994: Fair Game jako Ellie
- 1995: Groteska (The Grotesque) jako Cleo Coal
- 1995: Loved Up jako Sarah
- 1995: Devil’s Advocate jako Clare Rigby
- 1997: Twarz (Face) jako Connie
- 1997: Pani Dalloway (Mrs. Dalloway) jako młoda Sally
- 1998: Człowiek z deszczem w butach (The Man with Rain in His Shoes) jako Sylvia Weld
- 1999: Oniegin (Onegin) jako Olga Larin
- 1999: Przed wystawą (Inside-Out) jako dekorator wystaw sklepowych
- 2000: Aberdeen jako Kaisa
- 2000: Plotka (Gossip) jako Jones
- 2000: Ropewalk jako Alison
- 2001: Kurator (The Parole Officer) jako Emma
- 2001: Anazapta jako Matilde
- 2002: Gra Ripleya (Ripley’s Game) jako Sarah
- 2002: Wzbierająca burza (The Gathering Storm) jako Ava Wigram
- 2002: Opętanie (Possession) jako Blanche Glover
- 2003: No verbal response jako dr Megan Pillay
- 2003: Aktorzy (The Actors) jako Dolores
- 2005: Nieustraszeni bracia Grimm (The Brothers Grimm) jako Angelika
- 2005: Około piątej (Round About Five) jako dziewczyna
- 2005: Jaskinia (The Cave) jako dr Kathryn Jennings
- 2005: Gry weselne (Imagine Me & You) jako Luce
- 2006: 300 jako królowa Gorgo
- 2006: Ultra jako Penny/Ultra
- 2007: Zamachowiec (The Contractor) jako Ballard
- 2007: Dziewczyny z St. Trinian (St. Trinian’s) jako panna Dickinson
- 2008: Czerwony baron (Der Rote Baron) jako Käte Otersdorf
- 2008: Odbicie zła (The Brøken) jako Gina McVey
- 2008: Whore jako Mom
- 2009: The Devil’s Wedding jako panna młoda diabła
- 2009: Laid to Rest jako Cindy
- 2009: Mściwe serce (Tell-Tale) jako Elizabeth
- 2012: Dredd jako Madeline Madrigal „Ma-Ma”
- 2013: Noc oczyszczenia (The Purge) jako Mary Sandin
- 2013: Dary anioła: Miasto kości (The Mortal Instruments: City of Bones) jako Jocelyn Fray
- 2014: 300: Początek imperium jako królowa Gorgo
- 2016: Duma i uprzedzenie i zombie jako lady Catherine de Bourgh
- 2017: Wabik jako Ellen
- 2019: Na ringu z rodziną jako Julia Knight
- 2019: Pod nadzorem jako Wendy
- 2021: Twist jako Sikes
- 2021: Zabójczy koktajl jako Scarlet
- 2022: 9 Bullets jako Gypsy
- 2022: DC Liga Super-Pets jako Lara (głos)

### Seriale
- 1993: Screen Two jako Margaret
- 1993: Soldier Soldier jako Shenna Bowles
- 1993: Spender jako Emily Goodman
- 1993: How We Used To Live jako Grace Palmer
- 1996: Ballykissangel jako Jenny
- 1996–1997: Band of Gold jako Colette
- 1997: The Hunger jako Steph Reynolds
- 1997: Kavanagh QC jako Natasha Jackson
- 1997: Gold jako Colette
- 1998: Merlin jako Ginewra
- 2004: The Long Firm jako Rubby Ryder
- 2008–2009: Terminator: Kroniki Sary Connor (Terminator: The Sarah Connor Chronicles) jako Sarah Connor
- 2009: Super Hero Squad (The Super Hero Squad Show) jako Czarna wdowa / Magia (głos)
- 2011: Białe kołnierzyki (White Collar) jako Sally
- 2011–2017, 2019: Gra o tron jako Cersei Lannister
- 2023: Hydraulicy z Białego Domu jako Dorothy Hunt
- 2023–2024: Beacon 23 jako Aster Calyx